# Julie Higgins
Pour les articles homonymes, voir Higgins.
Julie Elizabeth Higgins (née Fowler, née le 28 février 1958 à Sydney) est une cavalière australienne de dressage handisport.

## Biographie
Julie Fowler naît avec le syndrome de Fanconi. Les médecins ne s'attendent pas à ce qu'elle vive au-delà de l'âge de dix ans. Lorsqu'elle commence à marcher à trois ans, elle a un grave genu varum à chaque jambe.
Elle commence l'équitation à ans, car c'est le seul sport qu'elle peut pratiquer ; ses os mous peuvent se mettre autour de la forme d'un cheval. À 22 ans, elle constate qu'elle ne peut plus monter parce qu'elle a épuisé ses articulations de la hanche et a sa première prothèse totale de hanche à chaque jambe à 25 ans. Au cours de ses seize ans d'absence dans le sport, elle enseigne à son mari, Phillip, comment monter à cheval et est son entraîneur et son groom lorsqu'il participe à des compétitions de concours complet et de saut d'obstacles. Elle travaille en tant qu'adjointe du juge Peter Hidden de la Cour suprême de la Nouvelle-Galles du Sud.

## Carrière
Inspirée par des images télévisées du dressage aux Jeux paralympiques d'été de 1996 à Atlanta, Higgins reprend l'équitation, dans le but de participer aux Jeux paralympiques d'été de 2000 à Sydney. Sa famille et ses amis sont préoccupés par l'impact que le sport aurait sur la détérioration de ses articulations de la hanche, et elle conclut un pacte avec son mari qu'elle abandonnerait le sport si elle ne réussissait pas aux prochains championnats britanniques pour les cavaliers handisports. Elle remporte les championnats britanniques au niveau national et international au classement de sa catégorie de 1997 à 1999. Après sa première victoire aux championnats britanniques, son mari met de côté sa carrière de cavalier pour être son entraîneur. En août 1999, elle remporte deux médailles de bronze aux 4e championnats du monde de dressage pour cavaliers handisports au Danemark, une à l'épreuve individuelle et l'autre avec l'équipe australienne de dressage.
Trois mois avant les Jeux paralympiques de 2000, la hanche de Higgins commence à faire défaut et elle ne peut plus monter avec des étriers ; elle a une selle spécialement conçue pour elle pour la compétition. Elle reporte un remplacement de la hanche pour participer aux jeux. Même si elle souffre beaucoup, elle ne peut pas prendre d'analgésiques pendant les jeux au cas où cela la conduirait à un test positif de dopage. Elle découvre pour travailler un hongre de 14 ans nommé Kaléidoscope, anciennement Magpie, qu'elle avait vu lors de précédentes compétitions et le retient pour les jeux.
Higgins remporte deux médailles d'or dans les épreuves de dressage, les reprises imposée et libre, de niveau 3. Elle est la première cavalière australienne handisport championne olympique.
Elle a son sixième remplacement de la hanche en février 2001 et revient à l'équitation, remportant une fois de plus le titre de dressage du championnat de la Nouvelle-Galles du Sud pour les cavaliers handisports.